# ساستا
ساستا (به ایتالیایی: Sassetta) یک کومونه در ایتالیا است که در استان لیورنو واقع شده‌است.

## خصوصیات
ساستا ۲۶٫۶ کیلومترمربع مساحت و ۵۲۸ نفر جمعیت دارد و ۳۳۰ متر بالاتر از سطح دریا واقع شده‌است.